# ジーン・パーカー
ジーン・パーカー（Jean Parker、1915年8月11日 - 2005年11月30日）は、アメリカ合衆国の女優。

## 出演作品
- 駅馬車の七人
- 捨身の一撃
- 死刑五分前
- アリゾナの勇者
- 拳銃王
- 死人の眼
- 奇妙な遺言状
- 青髭
- アラスカ・ハイウェイ
- 針のない時計
- 真紅の森
- テキサス決死隊
- 幽霊西へ行く
- 金に憑かれて
- シーコウヤ
- キャラヴァン
- 僕の自叙伝
- 若草物語
- 一日だけの淑女
- 獨裁大統領